# Saint-Bauzille-de-la-Sylve
Ne doit pas être confondu avec Saint-Bauzille-de-Montmel ou Saint-Bauzille-de-Putois.
Saint-Bauzille-de-la-Sylve (prononcé [sɛ̃ bozil də la silv] ; en occitan Sant Bausèli de la Seuva) est une commune française située dans le centre du département de l'Hérault en région Occitanie.
Exposée à un climat méditerranéen, elle est drainée par le ruisseau de l'Aurelle, le ruisseau de Lussac et par deux autres cours d'eau. La commune possède un patrimoine naturel remarquable composé d'une zone naturelle d'intérêt écologique, faunistique et floristique. 
Ses habitants sont appelés les Saint-Bauzillois.
Saint-Bauzille-de-la-Sylve est une commune rurale qui compte 938 habitants en 2022, après avoir connu une forte hausse de la population depuis 1975.  Elle fait partie de l'aire d'attraction de Montpellier. Ses habitants sont appelés les Saint-Bauzillois ou  Saint-Bauzilloises.

## Géographie
À égale distance de la mer et de la montagne, ce village, situé dans le canton de Gignac à 33 km à l'ouest de Montpellier, non loin des rives de l'Hérault, est dominée à l'est par la masse imposante des ruines du château d'Aumelas.
Une ancienne tour du télégraphe Chappe, récemment restaurée par la communauté de communes de la Vallée de l'Hérault, est située en haut du plateau dominant le village.

### Communes limitrophes
| Saint-André-de-Sangonis (5.09 / 9,27 km) | Gignac (3.93 / 6,16 km)    | La Boissière (9.43 / 17,34 km)            |
| Pouzols (2.69 / 4,17 km)                 | Saint-Bauzille-de-la-Sylve | Saint-Paul-et-Valmalle (10.45 / 19,52 km) |
| Le Pouget (3.34 / 4,15 km)               | Vendémian (4.20 / 4,83 km) | Aumelas (4.49 / 7,75 km)                  |

### Climat
Pour des articles plus généraux, voir Climat de l'Occitanie et Climat de l'Hérault.
En 2010, le climat de la commune est de type climat méditerranéen franc, selon une étude s'appuyant sur une série de données couvrant la période 1971-2000. En 2020, Météo-France publie une typologie des climats de la France métropolitaine dans laquelle la commune est exposée à un climat méditerranéen et est dans la région climatique  Provence, Languedoc-Roussillon, caractérisée par une pluviométrie faible en été, un très bon ensoleillement (2 600 h/an), un été chaud (21,5 °C), un air très sec en été, sec en toutes saisons, des vents forts (fréquence de 40 à 50 % de vents > 5 m/s) et peu de brouillards.
Pour la période 1971-2000, la température annuelle moyenne est de 14,2 °C, avec une amplitude thermique annuelle de 16,4 °C. Le cumul annuel moyen de précipitations est de 782 mm, avec 6,4 jours de précipitations en janvier et 2,7 jours en juillet. Pour la période 1991-2020, la température moyenne annuelle observée sur la station météorologique la plus proche, située sur la commune de Saint-André-de-Sangonis à 5 km à vol d'oiseau, est de 15,5 °C et le cumul annuel moyen de précipitations est de 652,4 mm,. Pour l'avenir, les paramètres climatiques de la commune estimés pour 2050 selon différents scénarios d'émission de gaz à effet de serre sont consultables sur un site dédié publié par Météo-France en novembre 2022.

### Milieux naturels et biodiversité

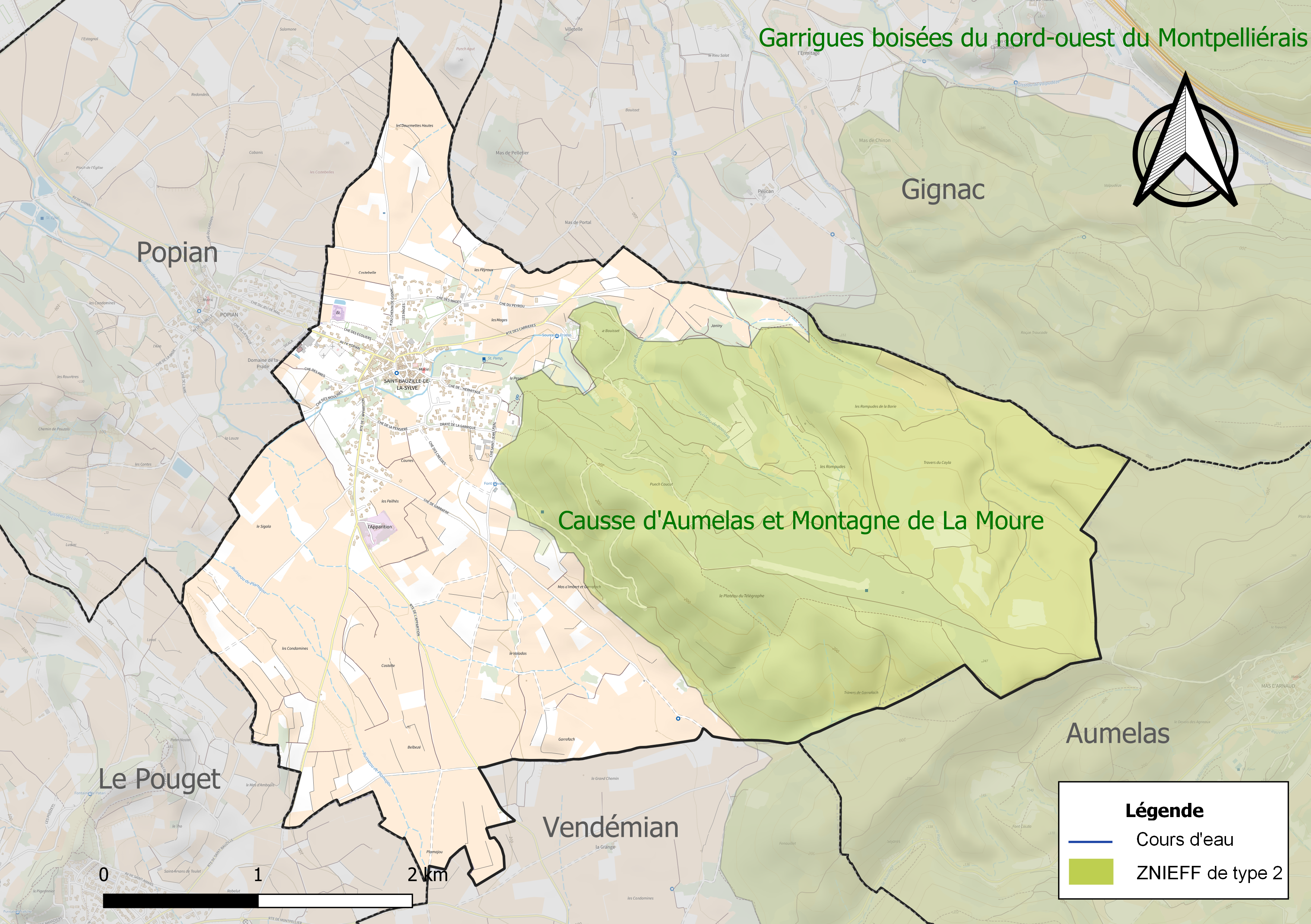
Carte de la ZNIEFF de type 2 localisée sur la commune.

L’inventaire des zones naturelles d'intérêt écologique, faunistique et floristique (ZNIEFF) a pour objectif de réaliser une couverture des zones les plus intéressantes sur le plan écologique, essentiellement dans la perspective d’améliorer la connaissance du patrimoine naturel national et de fournir aux différents décideurs un outil d’aide à la prise en compte de l’environnement dans l’aménagement du territoire.
Une ZNIEFF de type 2 est recensée sur la commune :
le « causse d'Aumelas et montagne de la Moure » (16 237 ha), couvrant 16 communes du département.

## Urbanisme

### Typologie
Au 1er janvier 2024, Saint-Bauzille-de-la-Sylve est catégorisée bourg rural, selon la nouvelle grille communale de densité à sept niveaux définie par l'Insee en 2022.
Elle est située hors unité urbaine. Par ailleurs la commune fait partie de l'aire d'attraction de Montpellier, dont elle est une commune de la couronne,. Cette aire, qui regroupe 161 communes, est catégorisée dans les aires de 700 000 habitants ou plus (hors Paris),.

### Occupation des sols
L'occupation des sols de la commune, telle qu'elle ressort de la base de données européenne d’occupation biophysique des sols Corine Land Cover (CLC), est marquée par l'importance des forêts et milieux semi-naturels (48,1 % en 2018), une proportion identique à celle de 1990 (48,1 %). La répartition détaillée en 2018 est la suivante : 
milieux à végétation arbustive et/ou herbacée (48,1 %), cultures permanentes (45,2 %), zones urbanisées (6,7 %). L'évolution de l’occupation des sols de la commune et de ses infrastructures peut être observée sur les différentes représentations cartographiques du territoire : la carte de Cassini (XVIIIe siècle), la carte d'état-major (1820-1866) et les cartes ou photos aériennes de l'IGN pour la période actuelle (1950 à aujourd'hui).

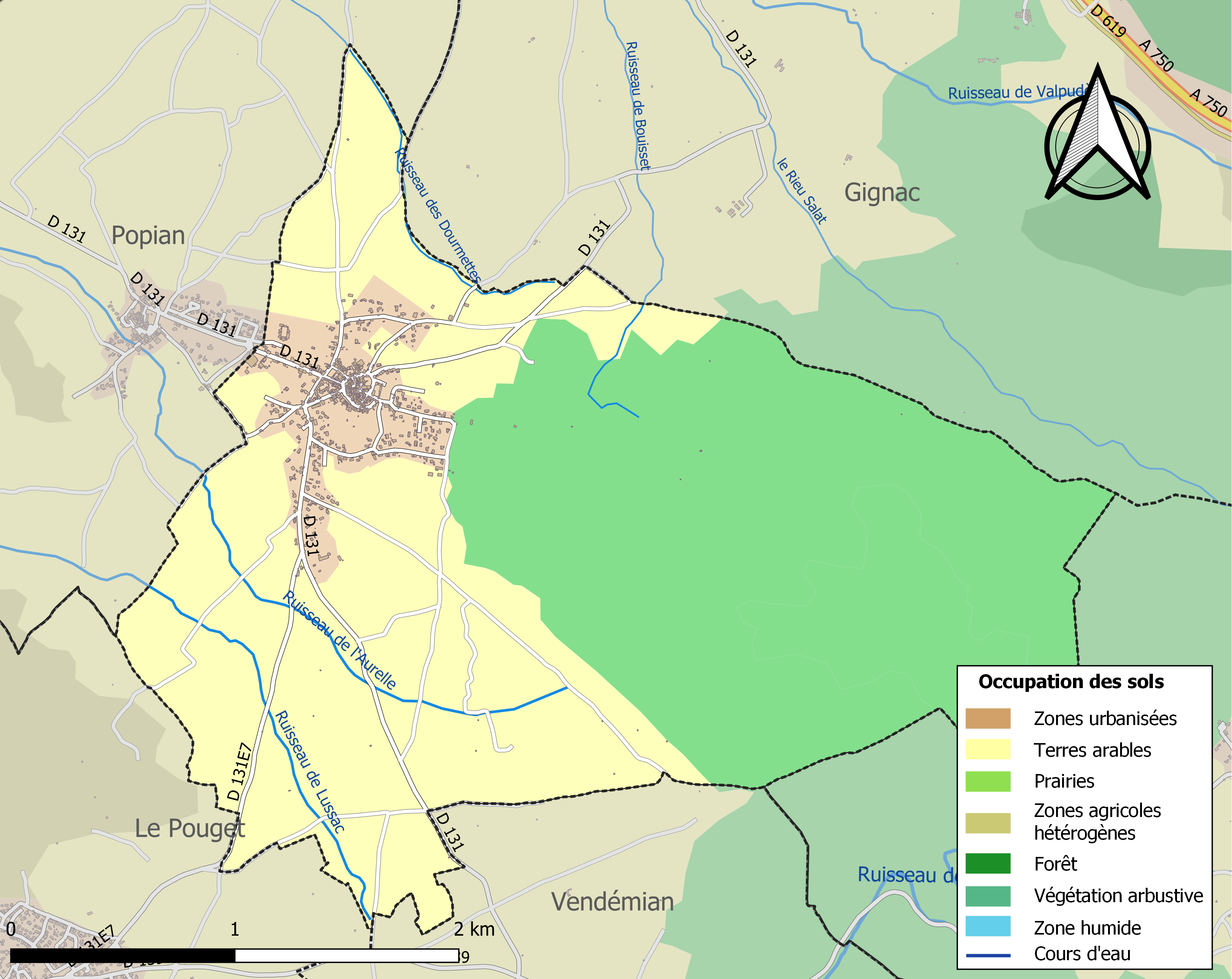
Carte des infrastructures et de l'occupation des sols de la commune en 2018 (CLC).

### Risques majeurs
Le territoire de la commune de Saint-Bauzille-de-la-Sylve est vulnérable à différents aléas naturels : météorologiques (tempête, orage, neige, grand froid, canicule ou sécheresse), feux de forêts et séisme (sismicité faible). Un site publié par le BRGM permet d'évaluer simplement et rapidement les risques d'un bien localisé soit par son adresse soit par le numéro de sa parcelle.
Saint-Bauzille-de-la-Sylve est exposée au risque de feu de forêt. Un plan départemental de protection des forêts contre les incendies (PDPFCI) a été approuvé en juin 2013 et court jusqu'en 2022, où il doit être renouvelé. Les mesures individuelles de prévention contre les incendies sont précisées par deux arrêtés préfectoraux et s’appliquent dans les zones exposées aux incendies de forêt et à moins de 200 mètres de celles-ci. L’arrêté du 25 avril 2002 réglemente l'emploi du feu en interdisant notamment d’apporter du feu, de fumer et de jeter des mégots de cigarette dans les espaces sensibles et sur les voies qui les traversent sous peine de sanctions. L'arrêté du 11 mars 2013 rend le débroussaillement obligatoire, incombant au propriétaire ou ayant droit,.

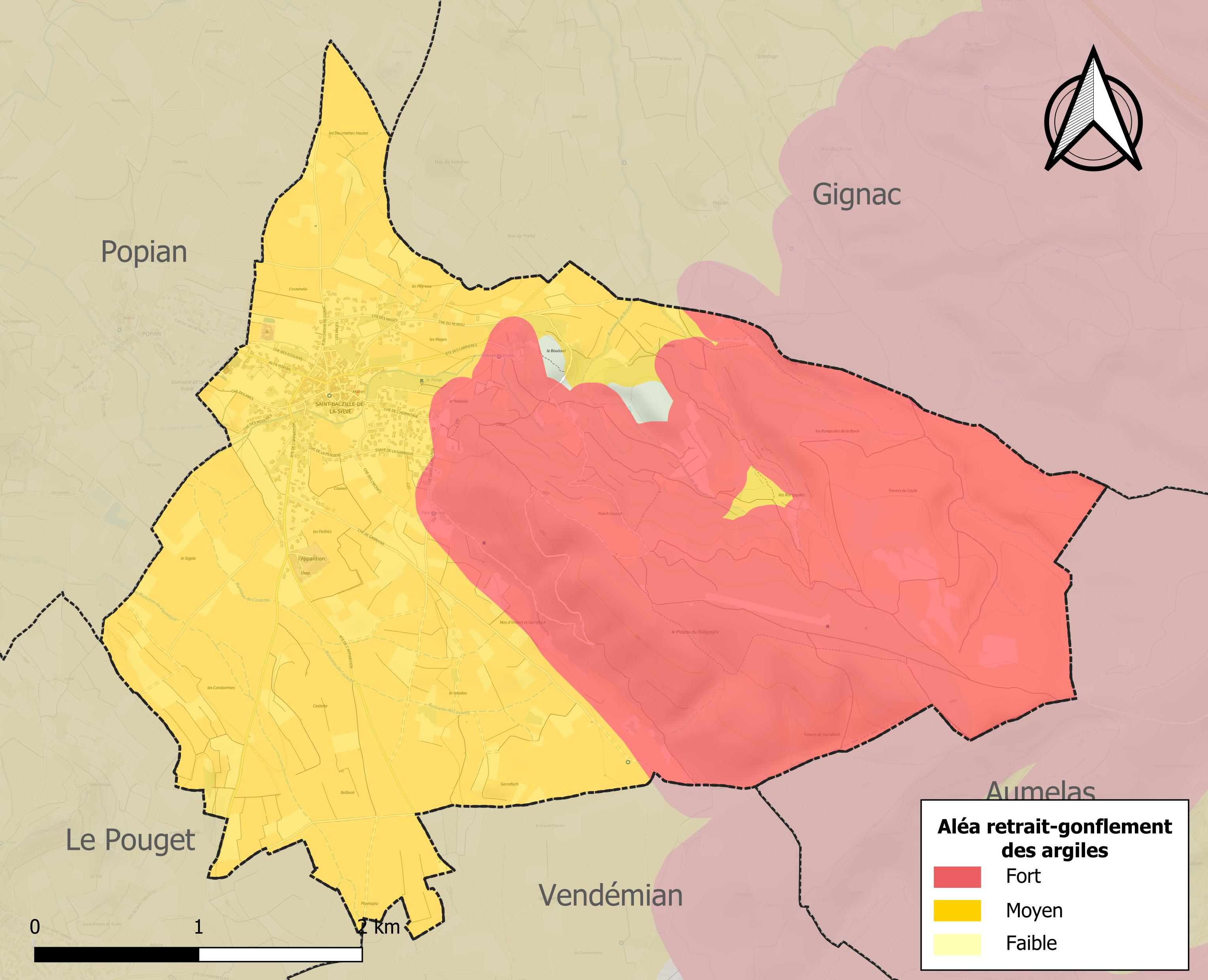
Carte des zones d'aléa retrait-gonflement des sols argileux de Saint-Bauzille-de-la-Sylve.

Le retrait-gonflement des sols argileux est susceptible d'engendrer des dommages importants aux bâtiments en cas d’alternance de périodes de sécheresse et de pluie. 99,4 % de la superficie communale est en aléa moyen ou fort (59,3 % au niveau départemental et 48,5 % au niveau national). Sur les 392 bâtiments dénombrés sur la commune en 2019, 392 sont en aléa moyen ou fort, soit 100 %, à comparer aux 85 % au niveau départemental et 54 % au niveau national. Une cartographie de l'exposition du territoire national au retrait gonflement des sols argileux est disponible sur le site du BRGM,.
Par ailleurs, afin de mieux appréhender le risque d’affaissement de terrain, l'inventaire national des cavités souterraines permet de localiser celles situées sur la commune.
La commune a été reconnue en état de catastrophe naturelle au titre des dommages causés par les inondations et coulées de boue survenues en 1982, 2002 et 2014. 

## Politique et administration

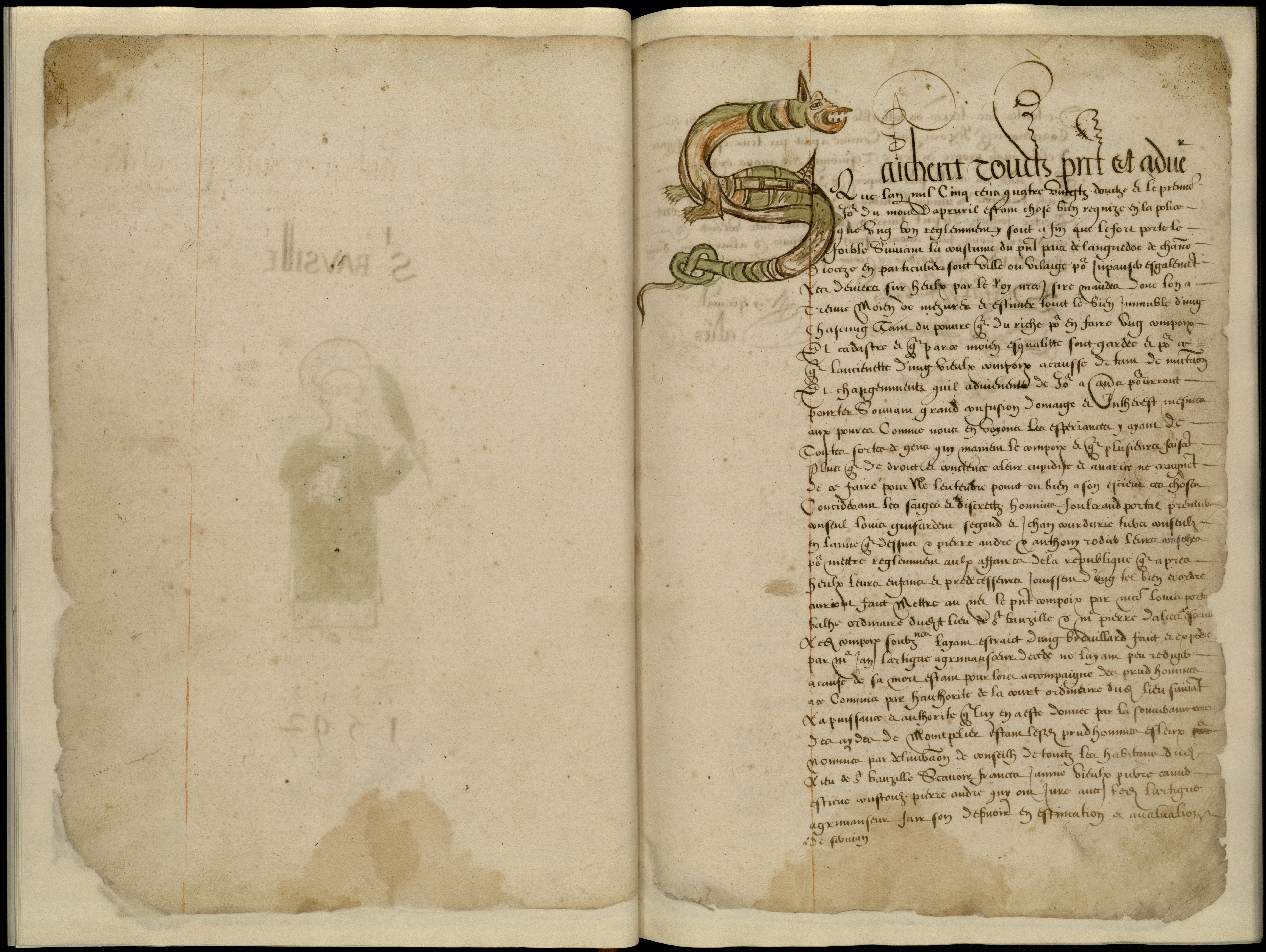
Usuel du compoix de 1592.

| Période    | Période    | Identité           | Étiquette | Qualité     |
| ---------- | ---------- | ------------------ | --------- | ----------- |
| 1947       | 1971       | Henri Vignal       |           |             |
| 1971       | juin 1995  | Benjamin Vialla    | SE        |             |
| juin 1995  | avril 1996 | Bernard Resseguier | SE        |             |
| avril 1996 | 2009       | Jean-Louis Touret  | SE        |             |
| 2009       | 2014       | Michel Coustol     | SE        |             |
| 2014       | En cours   | Grégory Bro        | SE        | Agriculteur |

## Démographie

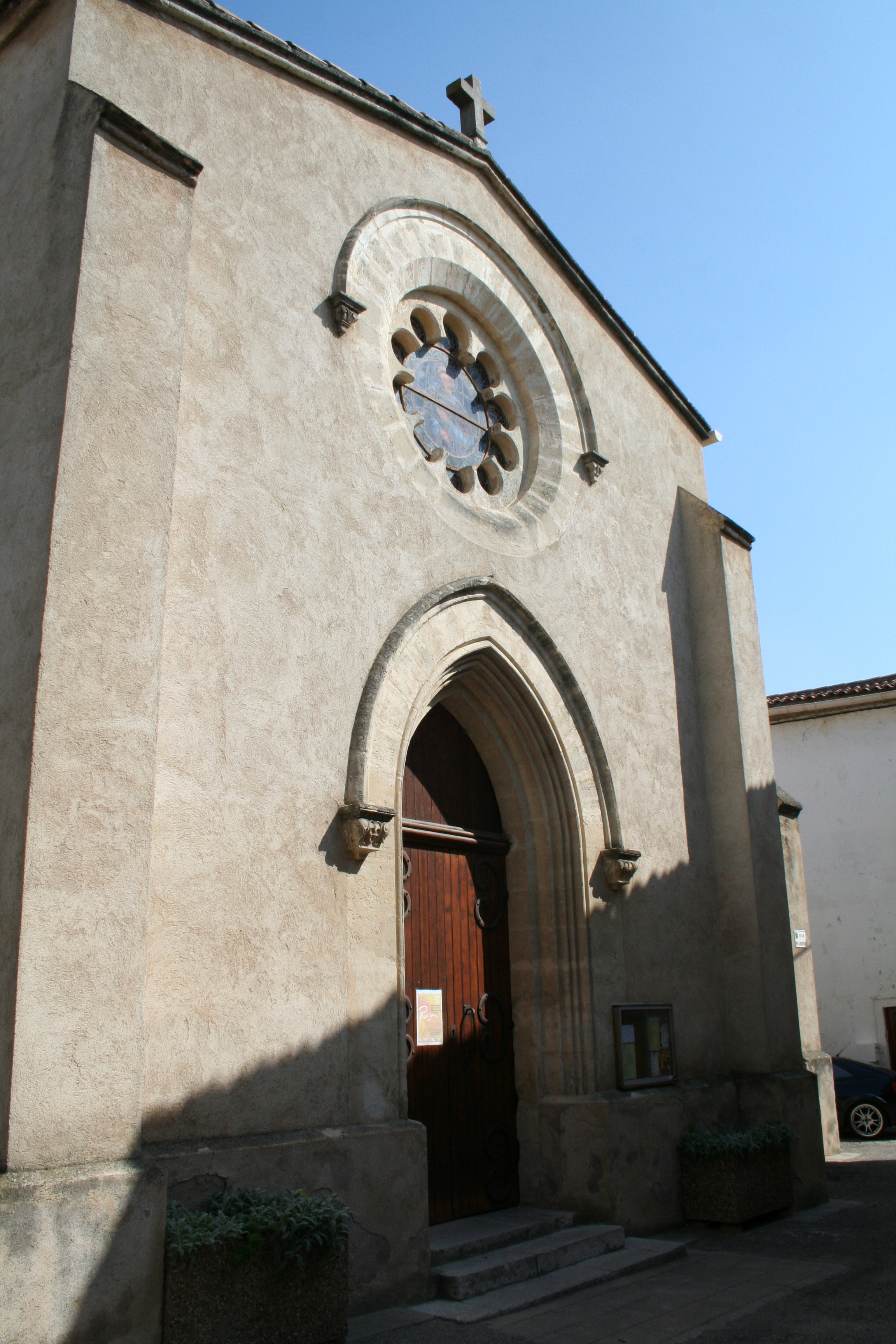
Portail de l'église Saint-Baudile.

L'évolution du nombre d'habitants est connue à travers les recensements de la population effectués dans la commune depuis 1793. Pour les communes de moins de 10 000 habitants, une enquête de recensement portant sur toute la population est réalisée tous les cinq ans, les populations de référence des années intermédiaires étant quant à elles estimées par interpolation ou extrapolation. Pour la commune, le premier recensement exhaustif entrant dans le cadre du nouveau dispositif a été réalisé en 2005.

En 2022, la commune comptait 938 habitants, en évolution de +14,67 % par rapport à 2016 (Hérault : +7,49 %, France hors Mayotte : +2,11 %).
| 1793 | 1800 | 1806 | 1821 | 1831 | 1836 | 1841 | 1846 | 1851 |
| ---- | ---- | ---- | ---- | ---- | ---- | ---- | ---- | ---- |
| 444  | 445  | 568  | 551  | 580  | 558  | 537  | 524  | 560  |

| 1856 | 1861 | 1866 | 1872 | 1876 | 1881 | 1886 | 1891 | 1896 |
| ---- | ---- | ---- | ---- | ---- | ---- | ---- | ---- | ---- |
| 577  | 543  | 541  | 601  | 614  | 472  | 460  | 479  | 520  |

| 1901 | 1906 | 1911 | 1921 | 1926 | 1931 | 1936 | 1946 | 1954 |
| ---- | ---- | ---- | ---- | ---- | ---- | ---- | ---- | ---- |
| 524  | 512  | 546  | 564  | 591  | 550  | 586  | 576  | 612  |

| 1962 | 1968 | 1975 | 1982 | 1990 | 1999 | 2005 | 2006 | 2010 |
| ---- | ---- | ---- | ---- | ---- | ---- | ---- | ---- | ---- |
| 618  | 605  | 529  | 527  | 602  | 720  | 799  | 808  | 830  |

| 2015 | 2020 | 2022 | - | - | - | - | - | - |
| ---- | ---- | ---- | - | - | - | - | - | - |
| 821  | 903  | 938  | - | - | - | - | - | - |

## Économie

### Revenus
En 2018, la commune compte 348 ménages fiscaux, regroupant 829 personnes. La médiane du revenu disponible par unité de consommation est de 22 030 € (20 330 € dans le département).

### Emploi
|                | 2008   | 2013   | 2018  |
| -------------- | ------ | ------ | ----- |
| Commune        | 8 %    | 10,2 % | 8,1 % |
| Département    | 10,1 % | 11,9 % | 12 %  |
| France entière | 8,3 %  | 10 %   | 10 %  |

En 2018, la population âgée de 15 à 64 ans s'élève à 483 personnes, parmi lesquelles on compte 78,2 % d'actifs (70,1 % ayant un emploi et 8,1 % de chômeurs) et 21,8 % d'inactifs,. Depuis 2008, le taux de chômage communal (au sens du recensement) des 15-64 ans est inférieur à celui de la France et du département.
La commune fait partie de la couronne de l'aire d'attraction de Montpellier, du fait qu'au moins 15 % des actifs travaillent dans le pôle,. Elle compte 129 emplois en 2018, contre 145 en 2013 et 123 en 2008. Le nombre d'actifs ayant un emploi résidant dans la commune est de 343, soit un indicateur de concentration d'emploi de 37,6 % et un taux d'activité parmi les 15 ans ou plus de 54,6 %.
Sur ces 343 actifs de 15 ans ou plus ayant un emploi, 72 travaillent dans la commune, soit 21 % des habitants. Pour se rendre au travail, 85,6 % des habitants utilisent un véhicule personnel ou de fonction à quatre roues, 2,2 % les transports en commun, 6,5 % s'y rendent en deux-roues, à vélo ou à pied et 5,7 % n'ont pas besoin de transport (travail au domicile).

### Activités hors agriculture
61 établissements sont implantés  à Saint-Bauzille-de-la-Sylve au 31 décembre 2019. Le tableau ci-dessous en détaille le nombre par secteur d'activité et compare les ratios avec ceux du département,.
| Secteur d'activité                                                                                        | Commune | Commune | Département |
| Secteur d'activité                                                                                        | Nombre  | %       | %           |
| --- | ------- | ------- | ----------- |
| Ensemble                                                                                                  | 61      |         |             |
| Industrie manufacturière, industries extractives et autres                                                | 7       | 11,5 %  | (6,7 %)     |
| Construction                                                                                              | 14      | 23 %    | (14,1 %)    |
| Commerce de gros et de détail, transports, hébergement et restauration                                    | 7       | 11,5 %  | (28 %)      |
| Information et communication                                                                              | 4       | 6,6 %   | (3,3 %)     |
| Activités spécialisées, scientifiques et techniques et activités de services administratifs et de soutien | 10      | 16,4 %  | (17,1 %)    |
| Administration publique, enseignement, santé humaine et action sociale                                    | 10      | 16,4 %  | (14,2 %)    |
| Autres activités de services                                                                              | 9       | 14,8 %  | (8,1 %)     |

Le secteur de la construction est prépondérant sur la commune puisqu'il représente 23 % du nombre total d'établissements de la commune (14 sur les 61 entreprises implantées  à Saint-Bauzille-de-la-Sylve), contre 14,1 % au niveau départemental.

### Agriculture
La commune est dans la « Plaine viticole », une petite région agricole occupant la bande côtière du département de l'Hérault. En 2020, l'orientation technico-économique de l'agriculture  sur la commune est la viticulture.
|               | 1988 | 2000 | 2010 | 2020 |
| ------------- | ---- | ---- | ---- | ---- |
| Exploitations | 70   | 30   | 9    | 39   |
| SAU (ha)      | 264  | 641  | 69   | 581  |

Le nombre d'exploitations agricoles en activité et ayant leur siège dans la commune est passé de 70 lors du recensement agricole de 1988  à 30 en 2000 puis à 9 en 2010 et enfin à 39 en 2020, soit une baisse de 44 % en 32 ans. Le même mouvement est observé à l'échelle du département qui a perdu pendant cette période 67 % de ses exploitations,. La surface agricole utilisée sur la commune est restée relativement stable, passant de 264 ha en 1988 à 581 ha en 2020. Parallèlement la surface agricole utilisée moyenne par exploitation a augmenté, passant de 4 à 15 ha.

## Culture locale et patrimoine

### Lieux et monuments

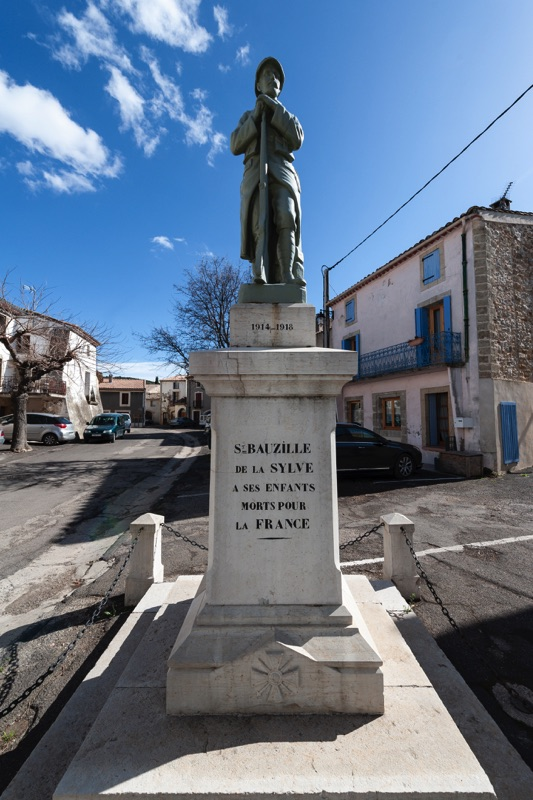
Monument aux morts.

- Église Saint-Baudile de Saint-Bauzille-de-la-Sylve. L'édifice est référencé dans la base Mérimée et à l'Inventaire général Région Occitanie[25]. De nombreux objets sont référencés dans la base Palissy (voir les notices liées)[25].
- Chapelle des Pénitents de Saint-Bauzille-de-la-Sylve ;
- Sanctuaire de Notre-Dame-du-Dimanche ;
- Chapelle de Saint-Antoine de Saint-Bauzille-de-la-Sylve ;
- Colline Saint-Antoine ;
- Notre-Dame-du-Dimanche ;
- Tour Chappe, sur la colline Saint-Antoine au lieu-dit Pied Cocut ;
- Monument aux morts de la Première Guerre mondiale.

### Héraldique
|  | Les armoiries de Saint-Bauzille-de-la-Sylve se blasonnent ainsi : De vair au sautoir losangé d'argent et de sable. |

### Personnalités liées à la commune
- En 2017, Marcel Nuss, essayiste, s'installe dans la commune avec sa compagne[26].